# Sarstedt
Sarstedt är en stad i Landkreis Hildesheim i förbundslandet Niedersachsen i Tyskland.